# Урлайт
«Урлайт» (1985—1987, 1988—1992 гг.) — самиздатовский журнал, основанный в 1985 г. Непосредственное продолжение московских журналов «Ухо» (1982—1983) и «Зеркало» (1981—1982).
Название представляет собой сочленение слов «урла» и «ол райт (All Right)».

## Редакционная коллегия
Первая редакционная коллегия (номера № 1—18, 1985—1987 гг.)
- Илья Смирнов
- Сергей Гурьев
- Евгений Матусов
- Олег Осетров
- Владимир Иванов

Восстановлен 25 апреля 1988 года. Гл. редактор — Илья Смирнов
Вторая редакционная коллегия (номера № 1 (19) — 6 (24), 1988—1990 гг.)
- Сергей Гурьев
- Александр Волков
- Александр Пигарев
- Артем Липатов
- Константин Преображенский
- Михаил Мельниченко
- Александр «Серьга» Ионов
- Олег Коврига
- Лев Гончаров
- Алексей Коблов.

Третья редакционная коллегия (Nº1 — 1991 г., Nº2 — 1992г)
- Илья Смирнов
- Марина Тимашева
- Константин Преображенский
- Олег Коврига
- Владимир Иванов

## Хронология журнала
Московский еженедельник «Собеседник» 13.04.89 сообщил, что в Таллине вышел — впервые в СССР — в типографии 25-тысячным тиражом независимый журнал «Урлайт» N 5/23 (Предыдущие 22 номера издавались вручную в Москве).

## Статьи
- Илья Смирнов и Марина Тимашева Интервью с БГ для журнала «Урлайт». «Урлайт», № 7 (26). декабрь 1989.
- Илья Смирнов и Марина Тимашева РАЗДЮДЮХ ! РAS-DEUX-DEUX (Интервью с Ильей Кормильцевым) «Урлайт» № 8 (27) 1991.
- Сергей Гурьев Интервью с Катей Семёновой «Урлайт» № 6 (24) 1989 г.
- «УРЛАЙТ» (сов. пресса о журнале)
- Кормильцев Илья. Стада Гериона — «Урлайт» № 8/27, Алма-Ата, 1991, с. 11.
- Илья Смирнов, Евгений Матусов, Сергей Гурьев. Сказка про веселых кастратов Урлайт, № 11, апрель 1986.